# Auelgau
L' Auelgau és un terme geogràfic per a un districte administratiu històric a l'àrea de l'actual districte de Rhein-Sieg a Renània del Nord-Westfàlia, Alemanya.
Au(e) és ara part del districte de Rhein-Sieg al sud d'Alemanya i és un prat humit (planes inundades). La paraula prové de la llengua mare germànica i altres indoeuropeus aqua ("aigua"). L'Au o Auel és una illa o un país ric en aigua. En documents antics s'escriuen sovint auwel a causa que la w era aleshores utilitzada.

## història
Històricament, l'àrea va ser esmentada per primera vegada com Auelgau el 722/723 (aualgawe), al codi de Bonn. Una segona menció apareix el 832 en una donació.
El 948 el país d'Auelgau apareix per primera vegada associat a un comtat d'Auelgau amb un comte de nom Hermann que era un fidel seguidor del rei. Quedaven exclosos del domini els territoris i béns reials i els llocs que eren béns eclesiàstics. El 996 el palgravi (comte palatí) Hermann Pusillus, que governava sota la dinastia otoniana la Lotaríngia, va supervisar també el comtat d'Auelgau amb Michelberg. A Hemann el va heretar el seu fill Ezzo, fundador de la nissaga dels ezzònides o ezzonians (Ezzons). Ezzo també va governar el Bonngau i el Ruhrgau. El seu germà Hezelin va rebre el Zülpichgau i, probablement, l'Eifelgau.
Com que els fills d'Ezzo van rebre altres possessions, el Auelgau va passar a la seva mort a Enric, un nebot (fill d'Hezelin). Un fill d'Ezzo, Hermann, va ser arquebisbe de Colònia, i va governar les terres del riu Rin i Tomburg i l'Abadia de Brauweiler. El seu successor, l'arquebisbe Anno de Colònia va comprar després més béns als Ezzònides. Com a resultat, hi va haver una guerra entre l'arquebisbe i el Ezzònides que finalment va acabar amb la transferència de la titularitat de Michelberg a l'Arquebisbat. Això va transformar el castell en 1066 derivant en un monestir.

## Comtes Ezzònides
- Hermann I, 922/948 comte a l'Auelgau
- Eberhard II, comte a l'Auelgau 953, † 966, el seu fill
- Godofreu, 966/970 comte a l'Auelgau Graf, germà
- Hermann Pusillus, 996, comte a l'Auelgau, † 996, nebot d'Hermann I
- Ezzo (Erenfred), † 1034, fill d'Hermann Pusillus

Successor legal dels Ezzons van ser (segon un acte de l'abadia de Siegburg de 1139) al sud els comtes de Sayn; la resta fou per l'arquebisbat de Colònia. El 1182 el territori d'Auelgau fou reconegut als comtes de Sayn. Després de la mort d'Enric III de Sayn, l'Auelgau va passar als senyors de Blankenberg i Löwenburg fins que va caure a poc a poc a mans dels comtes de Berg.